# Dedebit FC
Der Dedebit Football Club (amharisch ኢትዮጵያ መድን እግር ኳስ ክለብ) ist ein Fußballverein aus Mek’ele in Äthiopien. Der Verein spielte in der höchsten nationalen Liga, der äthiopischen Premier League und konnte in der Saison 2012/13 erstmals die nationale Meisterschaft gewinnen. Nach der Saison 2017/18 wechselte der Verein seinen Standort und zog von Addis Abeba nach Mek’ele.

## Geschichte
Der Klub wurde im Jahr 1997 als Sportprojekt für junge Armeeoffiziere gegründet. Es dauerte bis zur Saison 2009/10, bis der Verein die Erstklassigkeit erreichte. Als Aufsteiger erreichte Dedebit auf Anhieb die Vize-Meisterschaft hinter dem Rekordmeister Saint-George SA und gewann zudem äthiopischen Fußballpokal im Finale gegen den neuen Meister (1:0). Dank dieser Leistung qualifizierte man sich für den CAF Confederation Cup 2011 – In Runde 1 schaltete Dedebit den tansanischen Rekordmeister Young Africans SC nach Hin- und Rückspiel mit 6:4 aus, verlor dann aber eine Runde später gegen Haras El-Hodood SC (1:5). Auch in der folgenden Spielzeit war der Verein im Meisterschaftsrennen mit von der Partie, am Ende erreichte die Mannschaft Platz 3 und Meister wurde der Ethiopian Coffee SC vor der Saint-George SA. Im regionalen Addis Ababa City Cup 2011 erreichte man ebenfalls das Finale, dieses Mal revanchierte sich die Saint-George SA für die Pokalfinal-Niederlage aus dem Vorjahr und schlug Dedebit mit 1:0.
In der Saison 2011/12 wurde es abermals die Vize-Meisterschaft hinter Saint-George, Dedebits Stürmer Getaneh Kebede landete mit 20 Treffern in der Torschützenliste auf Platz 2. Sieger wurde Saint-Georges Adane Girma mit 23 Treffern. Wie schon zwei Jahre davor, nahm der Klub wieder am CAF Confederations Cup teil. Nach dem Erstrundensieg gegen Anges de Fatima aus Bangui (5:2), verlor dann allerdings unglücklich gegen Al Ahly Shendi Club aus dem Sudan mit 0:1. 2012/13 gelang dem Verein nach dem Aufstieg in die Premier League und drei Spielzeiten in der obersten Tabellenregion der Titelgewinn in Liga 1, mit einem Vorsprung von zehn Punkten vor dem Rekordmeister und größtem Rivalen der vergangenen Jahre, Saint-George.
Dem ersten Meistertitel der Vereinsgeschichte folgte die erste Teilnahme an der CAF Champions League. In der Vorrunde schlug man KMKM FC aus Sansibar mit 3:2, in der Folgerunde scheiterte der Klub an CS Sfax aus Tunesien. In der Liga konnte Dedebit nicht an die vorherigen Spielzeiten anknüpfen und erreichte am Ende der Saison nur den 9. Tabellenplatz. Nach dieser Saison fand sich der Verein jedoch wieder regelmäßig im oberen Tabellendrittel wieder.
Nach einem 6. Platz in der Spielzeit 2017/18 wurden die finanziellen Probleme des Vereines deutlich erkennbar. Zunächst wechselte Dedebit auch aus Kostengründen seinen Standort und zog von Addis Abeba nach Mek’ele. Darüber hinaus musste der Kader gehaltstechnisch verkleinert werden und Großverdiener wie der äthiopische Starstürmer Getaneh Kebede, der mit seinen Toren großen Anteil an den letztjährigen Erfolgen hatte, mussten den Verein verlassen. Sportlich machten sich die Kaderveränderungen ebenfalls bemerkbar, am Ende der Saison wurde man mit 13 Punkten aus 30 Spielen mit großem Abstand Tabellenletzter und stieg damit in die zweite Liga ab. Nachdem der Verein in der Saison 2019/20 den vierten Platz in der Ethiopian Higher League erreicht hatte, trat er in der kommenden Spielzeit nicht in der zweiten Liga an. Seit der Saison 2024/25 ist der Verein wieder zweitklassig.

## Stadion
Das ursprüngliche Heimstadion in Addis Abeba war das Abebe-Bikila-Stadion mit einer Kapazität von 30.000 Zuschauern. Da das Stadion im Jahr 2017 renoviert wurde, nutzte der Verein zeitweise das Addis-Abeba-Stadion. Durch den Umzug nach Mek’ele ist das Tigray-Stadion die neue sportliche Heimat des Dedebit FC geworden.

## Weitere Abteilungen
Der Verein besitzt eine Damenmannschaft, welche ebenfalls in der höchsten nationalen Spielklasse aktiv ist und schon sechs nationale Meisterschaften gewinnen konnte.

## Titel und Erfolge
- Äthiopische Premier League (1×): 2012/13
- Äthiopischer Pokal (2×): 2010, 2014

## Abschneiden in CAF-Wettbewerben
- CAF Champions League: 1 Teilnahme

2014 – Erste Runde
- CAF Confederation Cup: 2 Teilnahmen

2011 – Erste Runde
2013 – Erste Runde

## Bekannte Spieler
- Fuseini Nuhu
- Getaneh Kebede
- Gilbert Kaze
- Sisay Bancha
- Siyoum Tesfaye

## Bekannte Trainer
- Mehmet Tayfun Türkmen (2010–2011)